# Хоранов, Иосиф Захарович
Созры́ко Дзанхо́тович (Ио́сиф Заха́рович) Хора́нов (осет. Хора́нты Дзанхо́ты фырт Созы́рыхъо) (1842, Верхний Унал, Унальское сельское поселение — 1935, Ардон, Северная Осетия) — военачальник Русской императорской армии, генерал-лейтенант (1917), Георгиевский кавалер, в Первую мировую войну — командующий бригадой 1-й Терской казачьей дивизии (1916), начальник 2-й Кавказской туземной конной дивизии (1917).

## Биография
Хоранов Созрыко Дзанхотович (Иосиф Захарович) — из осетин Терской области Российской империи. Родился в высокогорном селении Унал (ныне — в составе Унальского сельского поселения Алагирского района Северной Осетии — Алании, Российская Федерация), сын старшины Дзанхота Хоранова из почетной фамилии. Воспитывался и получил общее образование в доме родителей. Православный.

### Военная карьера
Военное образование получил на службе.
- 01.02.1863 — Вступил в военную службу. Зачислен в конвой Командующего войсками в Терской области.
- 06.1869 — Зачислен оруженосцем во 2-й взвод Лейб-гвардии Кавказского эскадрона Собственного Его Императорского Величества Конвоя.
- 19.07.1873 — Юнкер.
- 10.08.1873 — Прапорщик милиции.
- 31.05.1874 — Зачислен в Ейский полк Кубанского казачьего войска.
- 22.09.1874 — Переведён во Владикавказский казачий полк Терского казачьего войска.
- 1877—1878 — Участвовал в русско-турецкой войне, состоял ординарцем при генерале Скобелеве. Хорунжий, произведен за боевые отличия. При рекогносцировке города Ловеча (см. Битва при Ловче) был ранен в голову, но остался в строю.
- 02.11.1877 — Сотник, произведен за боевые отличия.
- 28.11.1878 — Есаул, произведен за боевые отличия.
- 1879 — После войны, в составе 4-го оккупационного корпуса, прибыл в Одессу.
- 29.07.1879 — Прикомандирован ко 2-му взводу Лейб-гвардии Кавказского эскадрона Собственного Е.И.В. Конвоя.
- 26.01.1880 — Зачислен во взвод поручиком гвардии.
- 30.08.1880 — Штабс-ротмистр гвардии.
- 08.10.1881 — Ротмистр гвардии, с отчислением от Конвоя и с переименованием в Подполковники армейской кавалерии.
- 1887 — Член Владикавказского окружного по воинской повинности присутствия.
- 16.03.1895 — Полковник, произведен за отличие по службе.
- С началом русско-японской войны, будучи в резерве, отправился добровольцем на фронт.
- 05.08.1904 — В распоряжении командующего Маньчжурской армией.
- В августе 1904 года во время атаки был ранен в голову и грудь. После длительного лечения в московских госпиталях в сопровождении врача и двух сестёр милосердия был отправлен на лечение в Канны, на юг Франции.

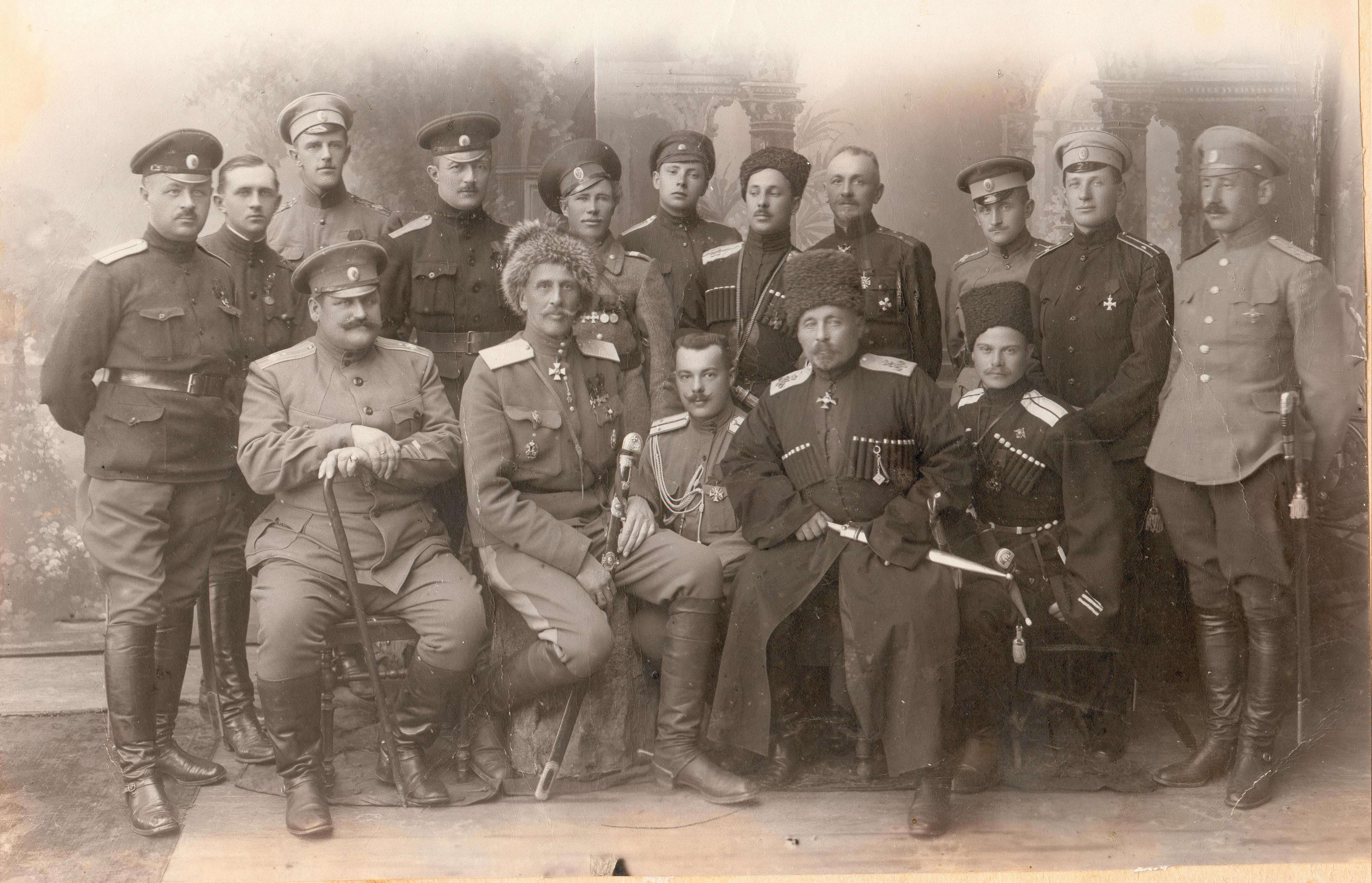
Генерал Келлер Ф. А. (сидит второй слева) с офицерами своего корпуса, 1916 год. Командующий бригадой 1-й Терской казачьей дивизии генерал И. З. Хоранов сидит второй справа. Первым справа сидит А. Г. Шкуро.

- 31.01.1905 — Генерал-майор, произведен за боевые отличия.
- 15.10.1906 — Состоял при штабе Кавказского военного округа.
- 22.05.1907 — Состоял при войсках Кавказского военного округа, сверх штата.
- Участвовал в Первой мировой войне:
- 06.03.1916 — Назначен в резерв чинов при штабе Киевского военного округа.
- 28.04.1916 — Назначен временно командующим 1-й бригадой 1-й Терской казачьей дивизии.
- 05.09.1916 — Ранен в бою в левое подреберье и эвакуирован в киевский лазарет[1].
- 1917 — Состоял в резерве чинов при штабе Киевского военного округа.
- 08.08.1917 — Генерал-лейтенант, произведен на основании Георгиевского статута, со старшинством с 10.06.1916.
- 28.08.1917 — Назначен начальником 2-й Кавказской туземной конной дивизии.
- В годы Гражданской войны числился в составе Вооружённых сил Юга России.

### На родине, в селе Ардон
Созырко Хоранов прослужил в русской армии 54 года. Месяцы отпусков и годы, свободные от службы, он проводил в селении Ардон, которое выбрал местом постоянного жительства. В Ардоне он добивался открытия духовной семинарии, выступал на сельских сходах, разъясняя пользу этого учреждения, призывая доступными средствами поддержать начинание. Хоранов добился в Петербурге решения о выделении ардонцам четырёхсот десятин хороших земельных угодий, а от надела в 25 десятин, который Ардонское сельское общество хотело выделить ему самому, отказался в пользу малоземельных. В 1892 году генерал возглавлял комиссию по устройству известных на всем Кавказе скачек, которые ежегодно проводились в Ардоне на третий день Пасхи. В 1919 году он защищал односельчан от произвола войск генерала Шкуро.
После Гражданской войны Созырко Хоранов признал советскую власть, репрессиям не подвергался. Жил в Ардоне до 1935 года, здесь и умер в возрасте 93 лет и был погребен во дворе своего дома.

## Награды и отличия
Ордена, медали и знаки отличия Российской империи:
- Медаль серебряная с надписью «За усердие» для ношения в петлице на Станиславской ленте»
- Медаль серебряная с надписью «За службу в собственном конвое Государя Императора Александра Николаевича» для ношения на шее на Аннинской ленте
- Орден Святой Анны 4-й степени с надписью «За храбрость» (1877)
- Орден Святого Станислава 3-й степени с мечами и бантом (1878)
- Медаль серебряная «В память русско-турецкой войны 1877—1878» (1878)
- Орден Святой Анны 3-й степени с мечами и бантом (1879)
- Орден Святого Владимира 4-й степени с мечами и бантом (1879)
- Вензелевое изображение Имени в Бозе почившего Государя Императора Александра II-го (1881)
- Орден Святого Станислава 2-й степени (1892)
- Медаль «В память царствования императора Александра III» (1896)
- Медаль «В память коронации Императора Николая II» (1896)
- Орден Святой Анны 2-й степени (1896)
- Орден Святого Владимира 3-й степени (1898)
- Золотое оружие с надписью «За храбрость» (22.05.1905; утверждено 23.04.1906)
- Медаль «В память русско-японской войны» (светло-бронзовая, с бантом, — 1906, 1910)
- Орден Святого Станислава 1-й степени (1911)
- Медаль «В память 300-летия царствования дома Романовых» (1913)
- Мечи к имеющемуся ордену Святого Владимира 3-й степени (28.04.1917)
- Орден Святой Анны 1-й степени с мечами (13.05.1917)
- Орден Святого Георгия 4-й степени (16.06.1917), — …за то, что в бою 10 июня 1916 года, будучи временно командующим 1-й Терской льготной казачьей дивизией, получив приказание, во главе 2-го Кизляро-Гребенскаго полка произвёл глубокий обход в тыл неприятеля, занимавшего г. Кимполунг, лично идя впереди полка, вывел его по почти отвесным, поросшим густым лесом горным массивам к перевалу Пришлоп, бросившись впереди полка в атаку на противника, сбил его с перевала и, двигаясь безостановочно вперед, вышел в тыл врагу у г. Кимполунга; увлекая за собою казаков одним из первых ворвался в город и после упорного уличного боя овладел городом, захватив в плен 29 офицеров, 769 нижних чинов и 8 пулеметов; занятие города Кимполунга имело решающее значение на всю успешную операцию 3-го конного корпуса у Кимполунга.[3]

Иностранные награды:
- Румынский Железный крест «За переход через Дунай» (1878)
- Бухарский орден восходящей звезды 2-й степени

## Семья
Дети от первого брака, с девицею Верою Николаевною: сыновья Георгий — 19 июля 1883 г.р., Михаил — 5 октября 1884 г.р., Пётр −19 августа 1886 г.р., дочь Зинаида — 27 октября 1887 г.р. Дети и жена — православные. Вторым браком был женат на Надежде Базоркиной, дочери подполковника С. Ф. Базоркина.
- Хоранов Георгий Иосифович (19.06.1883—???) — окончил военное училище, в русско-японскую войну был тяжело ранен и вынужден был выйти в отставку. Работал журналистом в прогрессивной газете «Русское слово». Стал прототипом героя рассказа Алексея Толстого «По Волыни»[5].

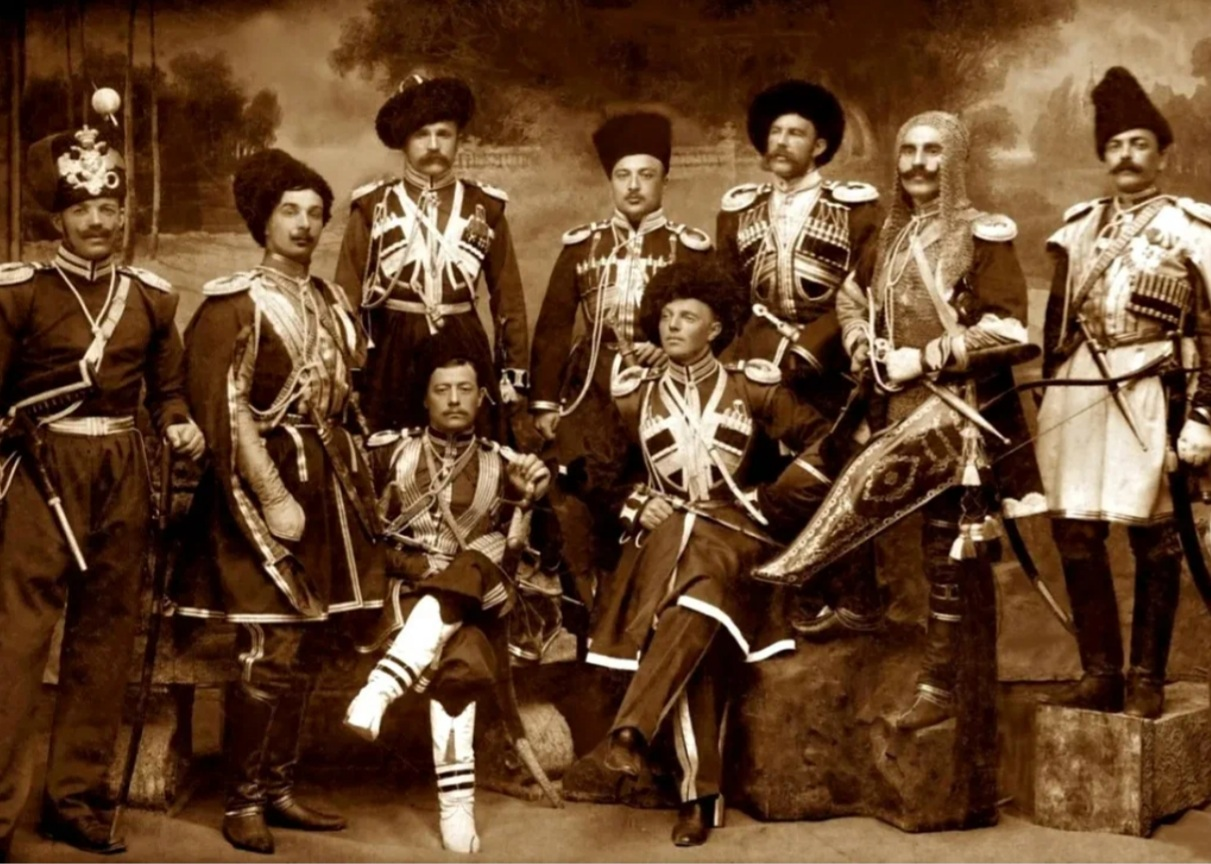
Юбилейное фото к 100-летию Собственного ЕИВ конвоя. Офицеры в форме различных этнических формирований и эпох существования конвоя (стоит четвёртый слева сотник М. И. Хоранов).

- Хоранов Михаил Иосифович (05.10.1884—30.12.1942) — окончил Симбирский кадетский корпус, Елисаветградское кавалерийское училище (1906), вышел хорунжим в Волгский 1-й казачий полк ТКВ. По ходатайству отца был принят в Собственный Его Императорского Величества Конвой(10.04.1908). Подъесаул 1-го Верхнеудинского казачьего полка ЗабКВ (17.03.1912). В Первую мировую войну в 3-м Кизляро-Гребенском полку ТКВ (1914), в Татарском конном полку (Дикая дивизия). Из офицеров Татарского полка Михаил Хоранов — единственный награжденный Георгиевским оружием. В Добровольческой армии и ВСЮР, полковник. Эмигрировал, скончался во Франции 30 декабря 1942 г[6]. Похоронен на кладбище Баньё 2 января 1943 [7].

- Хоранов Пётр Иосифович (19.08.1886—02.06.1917) — в Первую мировую войну поступил добровольцем во 2-й Дагестанский конный полк. За боевые отличия был награждён Георгиевскими крестами 4-й, 3-й и 2-й степеней и произведен в подпоручики милиции. С ноября 1916 года — поручик милиции. Погиб 2 июля 1917 года в бою севернее города Калуша, в Галиции [6][7]. В работе Ф. Н. Марзоева указано место гибели в бою, у села Новица, при наступлении к р. Ломнице [7].

- Дочь Зинаида  (1887—???), — получила блестящее образование, окончив Ксениинский институт в С.-Петербурге.

## Оценки

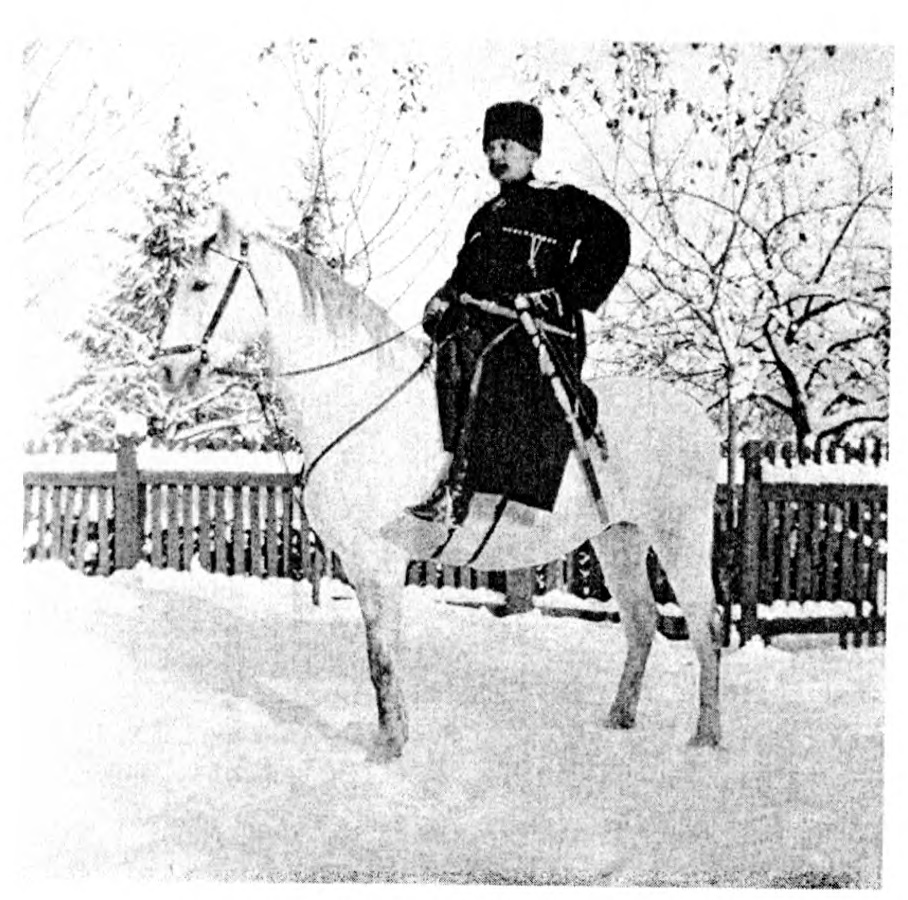
Генерал-майор Созырко Хоранов

Генерал Хоранов участвовал в трёх больших войнах: русско-турецкой 1877—1878 годов, русско-японской и первой мировой. Его фамилия не упоминалась иначе, как в сочетании с «храбрейший», «образцовый», «толковый», «боевой», «разумный».
«Это образцовый по толковости и храбрости боевой офицер», — так характеризовал своего ординарца генерал М. Д. Скобелев.
Генерал Скобелев, командир Хоранова, заказал одному из лучших ювелиров Петербурга медаль из червонного золота, на обороте которой было отштамповано: «Есаулу Созырыко Захаровичу Хоранову. 1878 г.»
В 1913 году генерал Хоранов был включен в список лиц, входивших в состав депутаций, командируемых от Терской области в Санкт-Петербург для участия в торжествах празднования трехсотлетия дома Романовых .
Маршал Советского Союза А. М. Василевский, лично знавший генерала, писал о нём: «Хоранов был заслуженным генералом, показавшим себя храбрым и талантливым полководцем на полях сражений при защите Отечества».

## Память

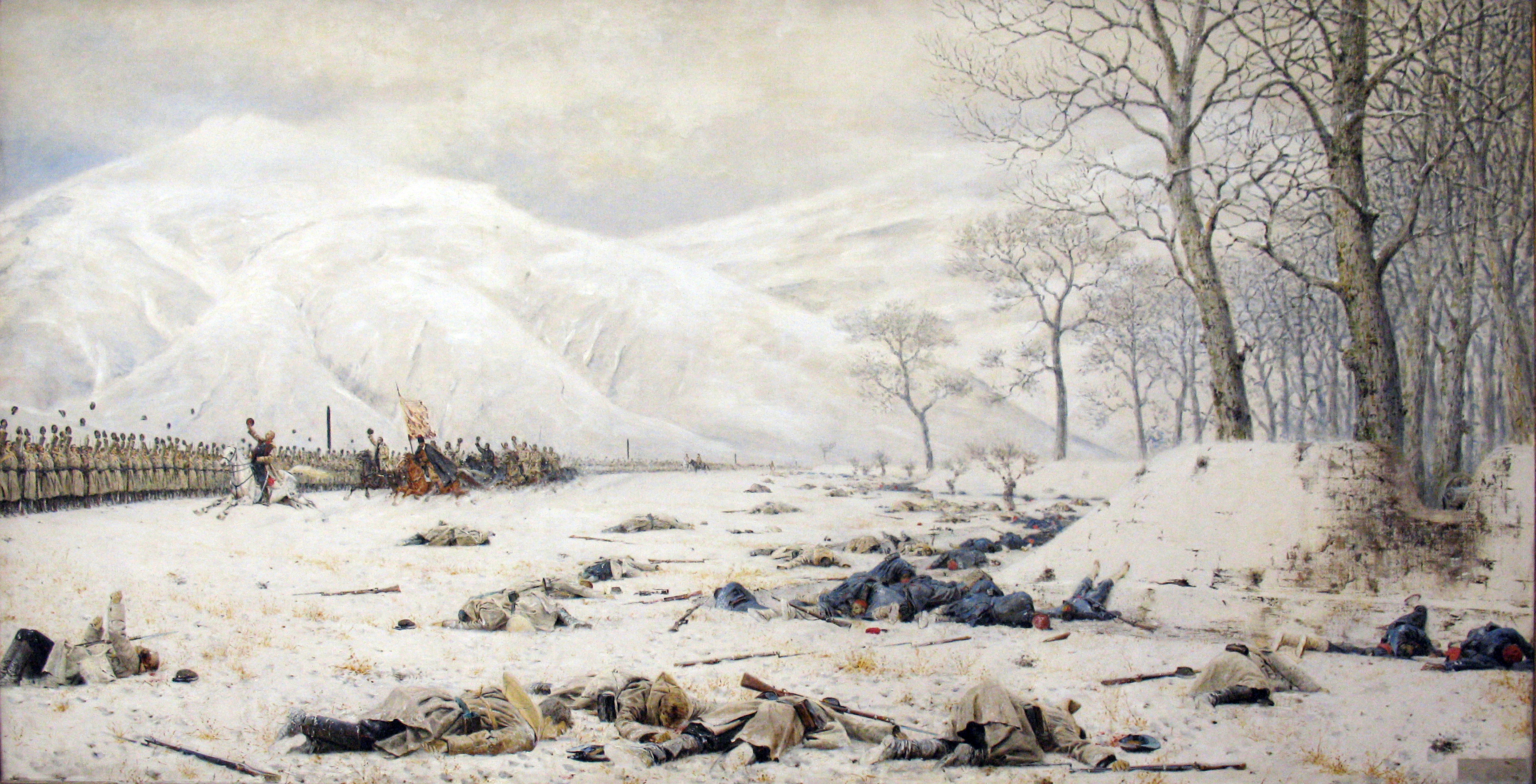
Верещагин В. В. Шипка-Шейново. Скобелев на Шипке

Имя Сазырко Хоранова с именами других российских воинов освободивших Болгарию от турецкого ига увековечено памятником, воздвигнутым благодарным болгарским народом на горе Шипка.
Созырко Хоранов изображён рядом с генералом Скобелевым на картине Верещагина «Шипка-Шейново».
Имя генерала Хоранова, кавалера ордена Святого Георгия 4-й степени и награжденного Золотым оружием, занесено на мраморную доску в Георгиевском зале московского Кремля.
В советский период, до дня своей кончины в 1935 году, генерал не подвергался репрессиям, однако память о нём была предана забвению. Одной их причин забвения имени генерала стала история его личного конфликта с великим осетинским поэтом К. Л. Хетагуровым.
Могила Хоранова, находившаяся во дворе его дома в Ардоне, была утрачена при строительстве стадиона в 1952 году. По проекту строительства стадиона усадьба с домом и садом подлежали сносу. По настоянию дочери генерала в соответствующую организацию, в Москву, был направлен запрос, как поступить с могилой генерала и его сына. Из Москвы было получено указание — могилы сохранить, не возражало и местное руководство. Но, ко времени получения официального ответа, сад был выкорчеван, а могилы оказались под трибунами стадиона. Гранитный камень — скромное надгробье генерала — было потеряно.
Но забвение не могло быть полным. В начале 1960-х годов город Орджоникидзе и болгарский город Кырджали стали городами—побратимами. В этот период имя генерала появлялось на страницах исторических повествований, посвящённых участию горцев в Русско-турецкой войне (1877—1878) и освобождении Болгарии, романа В. Цаголова «За Дунаем», документальной повести М. А. Цаллагова «На войне Дунайской».
Сегодня память о генерале Хоранове бережно хранят на родине героя. В октябре 1994 года был открыт памятник генералу в Ардоне.
В 2002 году вышло исследование М. Г. Домба «Генерал-лейтенант Созырыко Хоранов». Имя генерала присутствует на сайтах, посвящённых истории Осетии. В 2022 году Республиканской детской библиотекой им. Д. Мамсурова, в серии «Они прославили Иристон», была выпущена памятка для учащихся 6 классов «Участник трех войн (Созрыко Хоранов 1842—1935)».
Имя Созырко Хоранова высечено на камне мемориального комплекса, посвящённого Георгиевским кавалерам станицы Ардонской Терского казачьего войска и селения Ардон, открытого 21 октября 2018 года в центре города Ардон.